# استارویامورزینو
استارویامورزینو (روسی: Староямурзино) یک روستا در روسیه است.